# جون تيزدايل
جون تيزدايل (بالإنجليزية: John Teasdale)‏ هو لاعب كرة قدم بريطاني في مركز الهجوم، ولد في 15 أكتوبر 1962 في غلاسكو في المملكة المتحدة. لعب مع نادي بلاكبول ونادي ستيرلينغشير الشرقية ونادي هيرفورد ونادي والسول ووولفرهامبتون واندررز.